# Punto (tennis)
Il punto nel tennis è la frazione più piccola dell'incontro (match). La conquista di quattro punti – o più di quattro finché non si ottiene anche un margine di due punti sull'avversario – permette di vincere un game. I punti del game sono chiamati, nell'ordine, 15, 30 e 40. Il quarto è chiamato gioco solo se assegna l'intero game, cosa che avviene solo a condizione che il giocatore abbia conquistato anche un vantaggio di due punti sull'avversario; in caso contrario si assegna un vantaggio e il game prosegue fino all'avveramento della condizione.

## Assegnazione del punto
Le regole del tennis determinano quando la palla è in gioco e individuano il giocatore che perde il punto. Il giocatore che vince il punto è quindi individuato per implicito. La palla è in gioco dal momento in cui il giocatore al servizio la colpisce fino a quando il punto si chiude.

### Servizio
Nel corso del game, il servizio si effettua alternativamente a destra e a sinistra. Per mettere la palla in gioco è necessario mandarla nel campo di battuta diagonalmente opposto al lato del servizio, rispettando le regole che disciplinano l'esecuzione della battuta e sanzionano il fallo di piede. Il battitore ha a disposizione due tentativi per effettuare un servizio valido. Il servizio altrimenti valido nel quale la palla tocca la rete, la cinghia o il nastro è servizio nullo e si ripete (let). Se entrambi i servizi sono invalidi, il battitore perde il punto (doppio fallo). Il ribattitore perde il punto se colpisce la palla al volo.

### Scambio
In tutte le fasi di gioco dopo il servizio, perde il punto chi non rimanda la palla entro le linee del campo avversario prima che questa abbia compiuto due rimbalzi. La palla che tocca la linea in qualunque punto, anche marginalmente, si considera in gioco.
Si perde il punto anche se la palla:
- tocca il terreno al di fuori delle linee del campo avversario;
- tocca un oggetto al di fuori del campo avversario, prima del rimbalzo;[12]
- tocca un arredo permanente, prima del rimbalzo;[13]
- tocca il giocatore stesso o qualunque cosa indossi, eccetto la racchetta;[14]
- tocca la racchetta non in mano al giocatore;
- è accompagnata o trattenuta volontariamente dal giocatore con la racchetta;
- è colpita volontariamente due volte con la racchetta;[15]
- è colpita prima di superare la rete;[n 2][16]
- è colpita nel doppio da entrambi i giocatori prima di tornare nel campo avversario.[17]

Perde infine il punto il giocatore che, mentre la palla è in gioco:
- modifica volontariamente la forma della racchetta;[18]
- commette fallo di invasione, toccando – anche solo con la racchetta – la rete, i paletti del singolare, il cavo metallico, la cinghia, il nastro o il campo avversario.[n 2][19]

Durante lo scambio, la palla può essere colpita al volo. Se colpisce la rete o qualunque sua parte e ricade nel campo avversario, è ancora in gioco.
Negli incontri arbitrati anche da giudici di linea è compito loro chiamare fuori la palla; il giudice di sedia può correggere la chiamata errata. Sui campi in terra battuta è ammessa la verifica del segno lasciato dalla palla sulla superficie del campo, a richiesta del giocatore e a date condizioni.

## Chiamata dei punti
I punti nel tennis si chiamano 15, 30, 40 e gioco (game). Nel comune metodo ai vantaggi, poiché per vincere un game occorre conquistare quattro punti a patto di ottenerne due di vantaggio sull'avversario, sul punteggio di 40-40 (parità) si inserisce un punto ulteriore, detto vantaggio, che prelude alla conquista del game solo se il punto successivo è vinto dal giocatore in vantaggio; in caso contrario si torna in parità, e così via, indefinitamente.
Nel tie-break, game di spareggio, i punti si contano normalmente, da 0 in avanti. I punti necessari a vincere il tie-break sono più dei quattro previsti nei game comuni (in genere sette), ma di solito si adotta pur sempre il metodo dei vantaggi, cosicché anche il tie-break può prolungarsi indefinitamente, alternando situazioni di vantaggio (ad esempio 7-6, 8-7, 9-8) e di parità (ad esempio 7-7, 8-8, 9-9).
La tecnologia di visione digitale di sistemi come lo Hawk-Eye può determinare la posizione della palla al momento dell'impatto con un margine d'errore minimo. Il Miami Open 2006 è stato il primo torneo a impiegare questo sistema per verificare le chiamate contestate. Quando esso è attivo, le contestazioni o richieste di controllo (challenge) dei giocatori sono illimitate solo in quanto abbiano successo. A ogni giocatore sono consentite invece tre sole contestazioni senza successo ogni set, più una durante il tie-break. Se il set è ai vantaggi, tre contestazioni aggiuntive sono concesse ogni sul 6-6 o ogni altri dodici eventuali game. Ai fini delle contestazioni, l'eventuale tie-break giocato in sostituzione del set decisivo conta come un set.